# Hatzenbeck (Wupper)
| Zuläufe und Bauwerke \| Hatzenbeck \| Hatzenbeck \| Hatzenbeck \| \| --------------------- \| ---------- \| ----------------- \| \| Legende \| \| \| \| Wuppertal \| \| Wuppertal \| \| \| \| \| \| \| \| \| \| \| \| \| \| \| \| \| \| \| \| Zulauf \| \| Bergische Universität \| \| \| \| Edelweißbach \| \| \| \| \| \| \| \| \| \| \| \| Düsseldorf–Elberfeld \| \| Bahnhof Steinbeck \| \| \| \| \| \| Wupper \| \| \| |  |                   |
| Hatzenbeck |  |                   |
| Legende |  |                   |
| Wuppertal |  | Wuppertal         |
| |  |                   |
| |  |                   |
| |  |                   |
| |  |                   |
| |  | Zulauf            |
| Bergische Universität |  |                   |
| Edelweißbach |  |                   |
| |  |                   |
| |  |                   |
| Düsseldorf–Elberfeld |  | Bahnhof Steinbeck |
| |  |                   |
| Wupper |  |                   |

Die Hatzenbeck ist ein linker Zufluss der Wupper im Stadtbezirk Elberfeld-West der nordrhein-westfälischen Großstadt Wuppertal.

## Lage und Topografie
Die Hatzenbeck entspringt auf 305 Meter ü. NN in der Ortslage Wolfshahn im Wohnquartier Grifflenberg. Sie fließt in Richtung Nordwesten zur Ravensberger Straße und folgt ihr talwärts an der Bergischen Universität vorbei in Richtung Nordosten. Nach dem Zufluss des Edelweißbachs fließt die Hatzenbeck verdolt unterhalb der Cronenberger Straße (Landesstraße 427), der Straße Steinbeck und der Südstraße durch die Wuppertaler Südstadt. Sie unterquert den Bahnhof Steinbeck und fließt unterhalb der Alsenstraße zur Wupper, wo sie nach ca. 2,4 Kilometern auf 141 Meter ü. NN. mündet.

### Ältere Namen
Der Unterlauf besaß in früheren Zeiten den Namen Steinbach oder Steinbeck. Die drei Höfe Obere, Mittlere und Untere Steinbeck sind bereits in der zweiten Hälfte des 19. Jahrhunderts von dem expandierenden städtischen Bereich um dem Bahnhof Steinbeck eingenommen worden.